# 圣瑞斯坦
圣瑞斯坦（法語：Saint-Justin，法語發音：[sɛ̃ ʒystɛ̃]）是法国朗德省的一个市镇，位于该省东部，属于蒙德马桑区。

## 地理
圣瑞斯坦（43°58'49"N, 0°13'52"W）面积65.62 平方千米，位于法国新阿基坦大区朗德省，该省份为法国西南部沿海省份，是法國本土面积第二大的省，北起吉倫特省，西临大西洋，南至大西洋比利牛斯省，东临热尔省，东北与洛特-加龍省接壤。
与圣瑞斯坦接壤的市镇（或旧市镇、城区）包括：贝特贝泽达尔马尼亚克、勒弗雷什、阿马尼亚克堡、拉基、普伊代索、圣戈尔、圣瑞利安达尔马尼亚克、萨尔巴藏、维耶勒苏比朗、埃斯蒂加尔德。

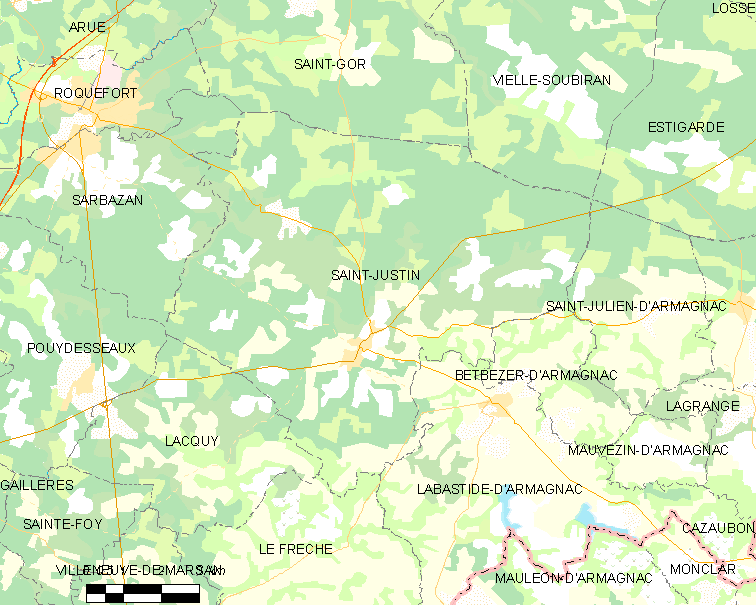
圣瑞斯坦的OSM定位图

圣瑞斯坦的时区为UTC+01:00、UTC+02:00（夏令时）。

## 行政
圣瑞斯坦的邮政编码为40240，INSEE市镇编码为40267。

## 政治
圣瑞斯坦所属的省级选区为上朗德-阿马尼亚克县。

## 人口

1962-2008年间圣瑞斯坦人口变化图示

圣瑞斯坦于2022年1月1日时的人口数量为1015人。